# 颈螳属
颈螳属（学名：Deromantis）为螳科的一个属。

## 下属物种
本属包括以下物种：
- 缘颈颈螳 Deromantis limbalicollis (Karsch, 1892)